# ルブリニェツ郡
ルブリニェツ郡（ルブリニェツぐん、ポーランド語:powiat lubliniecki）は、南ポーランドのシロンスク県にある地方自治体。1998年の地方行政区画再編の結果、1999年1月1日に誕生した。郡都で最大の町はルブリニェツでありカトヴィツェの北西54kmに位置する。ルブリニェツ郡には他に1つの町が存在する。
郡は822.13km2の面積がある。2006年の統計で、郡全体の人口が76,628人である。

## 近隣の郡
北東部はクウォブツク郡、東部はチェンストホーヴァ郡、ムィシュクフ郡、南部はタルノフスキェ・グルィ郡、南西部はスチュシェルツェ郡、北西部はオレスノ郡に接している。

## 下位自治体
郡は8つの下位自治体に分割される。（1つの都市、1つの田園都市、6つの田舎）なお、人口順に並べてある。
| 名称              | 種類     | 面積（km2） | 人口（2006年） | 中心地      |
| ----------------- | -------- | ----------- | -------------- | ----------- |
| ルブリニェツ      | 都市     | 89.8        | 24,229         |             |
| Gmina Koszęcin    | 田舎     | 129.0       | 11,467         | Koszęcin    |
| Gmina Woźniki     | 田園都市 | 127.0       | 9,583          | Woźniki     |
| Gmina Ciasna      | 田舎     | 134.2       | 7,938          | Ciasna      |
| Gmina Herby       | 田舎     | 50.5        | 6,981          | Herby       |
| Gmina Kochanowice | 田舎     | 79.7        | 6,668          | Kochanowice |
| Gmina Pawonków    | 田舎     | 118.7       | 6,459          | Pawonków    |
| Gmina Boronów     | 田舎     | 56.0        | 3,303          | Boronów     |